# Karangmanggis
Karangmanggis is een bestuurslaag in het regentschap Kendal van de provincie Midden-Java, Indonesië. Karangmanggis telt 1751 inwoners (volkstelling 2010).